# 里奧翁多 (薩卡帕省)
15°2′46.85″N 89°35′4.48″W / 15.0463472°N 89.5845778°W
里奧翁多（西班牙語：Río Hondo），是危地馬拉的城鎮，位於該國東部，由薩卡帕省負責管轄，面積696平方公里，海拔高度379米，2002年人口17,667，人口密度每平方公里25.38人。